# Spoorlijn Saint-Amand-les-Eaux - Maulde-Mortagne
De spoorlijn Saint-Amand-les-Eaux - Maulde-Mortagne is een Franse spoorlijn die Saint-Amand-les-Eaux via Mortagne-du-Nord met België verbond. De lijn was 8,1 km lang en had als lijnnummer 257 000.

## Geschiedenis
De lijn werd op 1 oktober 1880 geopend door de Compagnie des chemins de fer de Lille à Valenciennes van Saint-Amand-les-Eaux tot Maulde-Mortagne. Op 16 juni 1881 werd de verbinding met België voltooid. Reizigersverkeer werd op 1 juli 1939 stopgezet. Internationaal goederenverkeer bleef nog doorgaan tot 1974, op het gedeelte tot Maulde-Mortagne tot 1999.
De spoorlijn was enkelsporig en werd nooit geëlektrificeerd.

## Aansluitingen
In de volgende plaatsen was er een aansluiting op de volgende spoorlijnen:
Saint-Amand-les-Eaux
RFN 255 000, spoorlijn tussen Saint-Amand-les-Eaux - Blanc-Misseron
RFN 256 000, spoorlijn tussen Denain - Saint-Amand-les-Eaux
RFN 267 000, spoorlijn tussen Fives en Hirson
Maulde-Mortagne
Spoorlijn 88 tussen Antoing en Bléharies

## Galerij

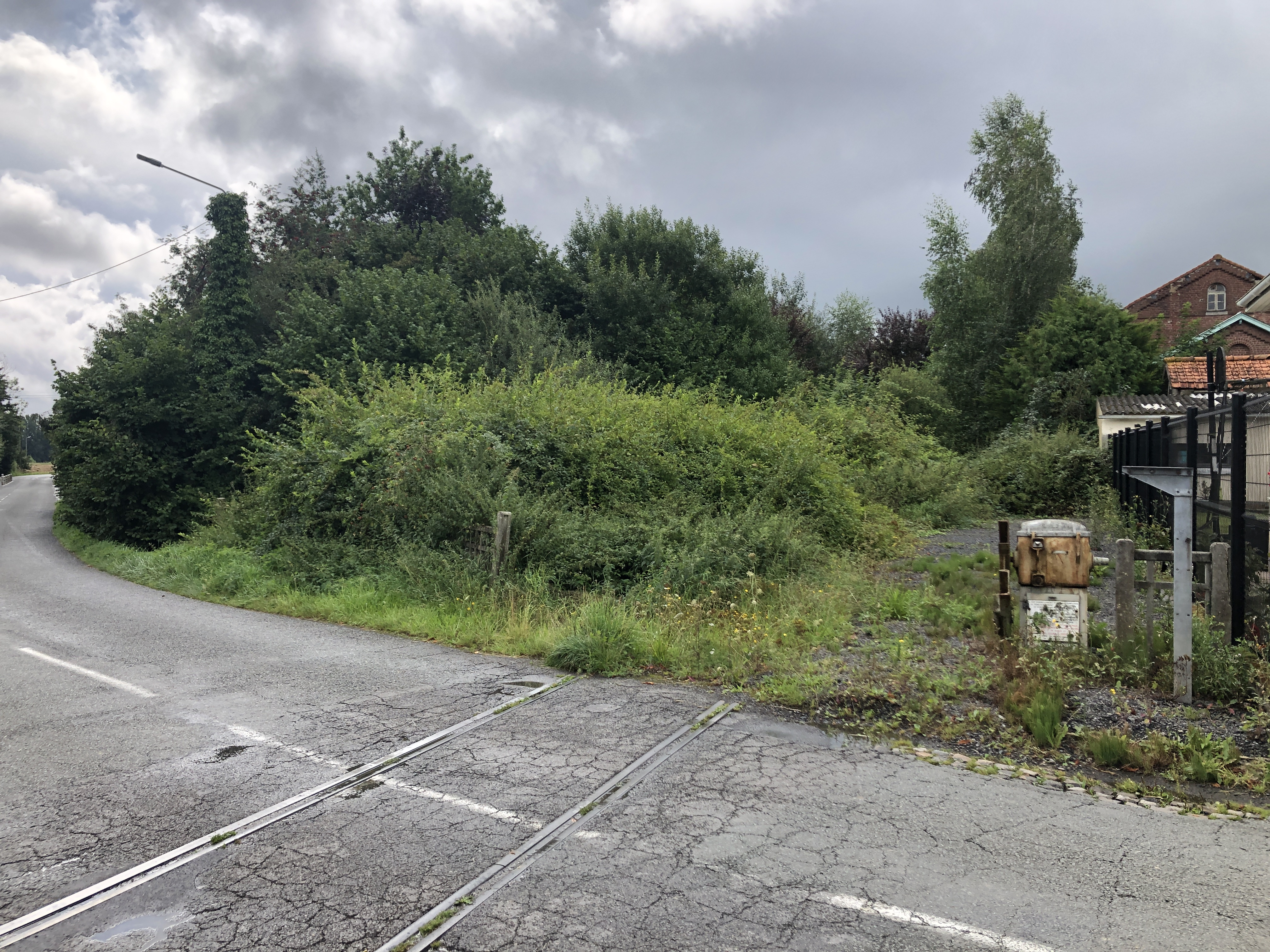
Overweg in Lecelles in augustus 2021
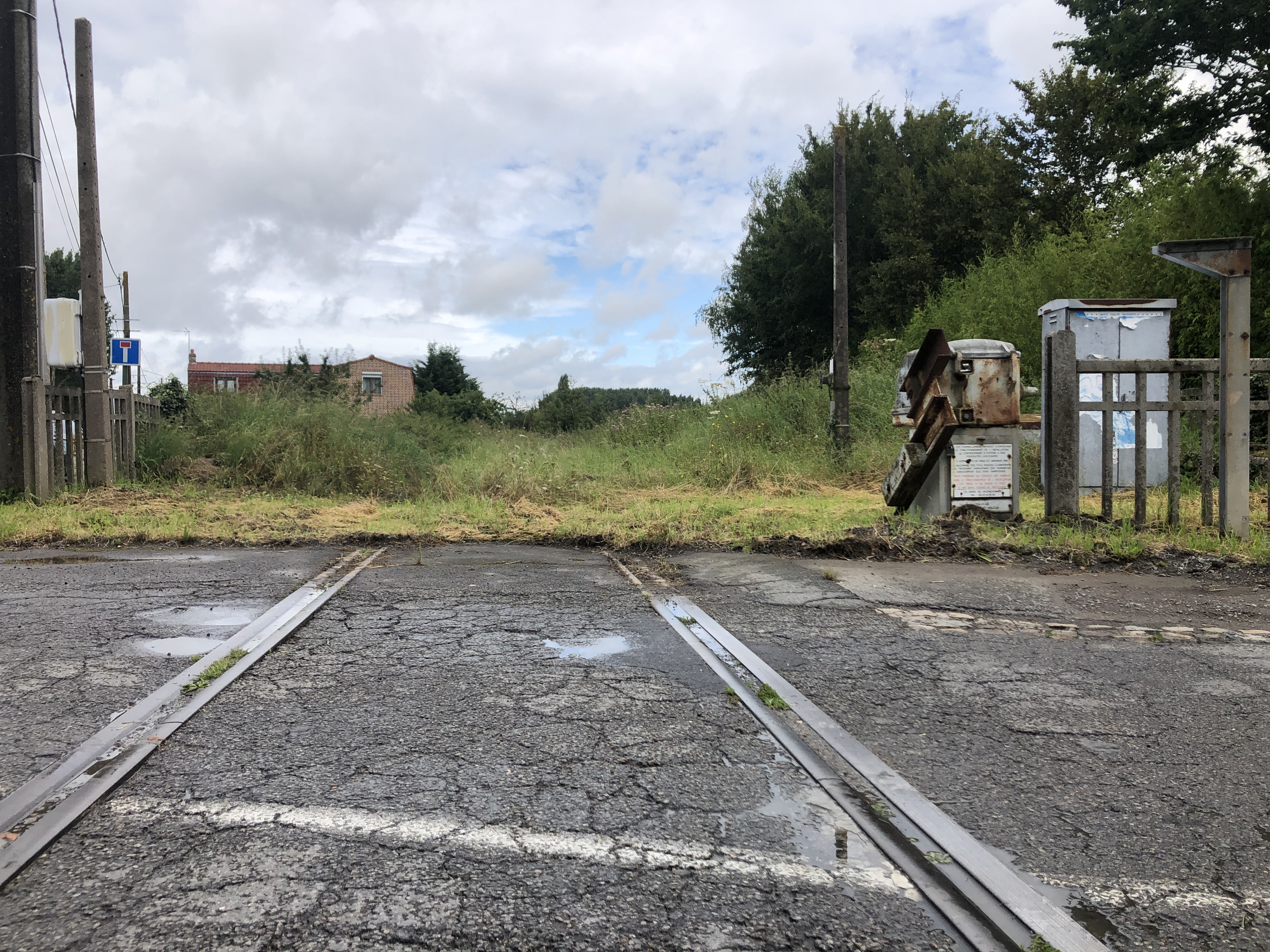
Overweg in Lecelles in augustus 2021